# Thy Kingdom Come
Albums de King Tee
IV Life
(1995) Ruff Rhymes: Greatest Hits Collection
(1998)
Thy Kingdom Come est le cinquième album studio de King Tee (sous le nom de King T), sorti le 30 juin 1998.
Cet album a été publié une première fois en 1998 sur le label de Dr. Dre, Aftermath Entertainment, mais la note de 3,5 sur 5 donnée par le magazine The Source ayant déplu à Dre, l'album a été retiré des bacs. Les deux rappeurs ont néanmoins continué à entretenir une relation cordiale, et King Tee a d'ailleurs fait une apparition l'année suivante sur l'album du Docteur, 2001. 
En 2002, l'album est de nouveau publié, cette fois-ci par Mo Beatz Records et Greedy Green Entertainment, sous le titre The Kingdom Come, et avec une autre pochette. Trois titres ne figurent plus sur cette version (Psychic Pimp Hotline, Got It Locked, That's Drama et I Don't Wanna Die) et deux nouveaux titres apparaissent (Nuthin Has Changed et The Original). Malgré des critiques mitigées, l'opus est un échec commercial.
On retrouve la chanson Speak On It sur l'album de Young Maylay, San Andreas: The Original Mixtape.

## Liste des titres
| 1.  | Intro (featuring Ice T)                                   | 1:09 |
| 2.  | Speak on It                                               | 3:29 |
| 3.  | Stay Down                                                 | 4:12 |
| 4.  | Skweez Ya Ballz                                           | 3:57 |
| 5.  | Money                                                     | 4:13 |
| 6.  | The Cron                                                  | 4:28 |
| 7.  | Psychic Pimp Hotline                                      |      |
| 8.  | Big Boys (featuring Too $hort)                            | 3:12 |
| 9.  | Let's Make a 'V' (featuring DJ Quik, Frost et El DeBarge) | 4:51 |
| 10. | The Game (It's Ruff)                                      | 5:27 |
| 11. | Real Raw (featuring Killer Ben)                           | 4:01 |
| 12. | Got It Locked (featuring Dr. Dre)                         | 3:49 |
| 13. | 2 G's from Compton (featuring MC Ren)                     | 4:15 |
| 14. | Shake the Spot (featuring Shaquille O'Neal)               | 3:46 |
| 15. | 6 in da Morning (featuring Dawn Robinson)                 |      |
| 16. | That's Drama                                              | 4:41 |
| 17. | Step on By (featuring Dr. Dre, RC et Crystal)             | 5:14 |
| 18. | Big Ballin' (Playin' to Win) (featuring RC)               | 5:03 |
| 19. | Where's T (featuring Dr. Dre)                             | 3:16 |
| 20. | I Don't Wanna Die                                         | 4:58 |

| 1.  | Intro (Interprété par Ice-T – Produit par Fredwreck)                          | | 1:09 |
| 2.  | Speak on It (Produit par Stu-B-Doo)                                           | | 3:29 |
| 3.  | Stay Down (Produit par Bud'da)                                                | | 4:12 |
| 4.  | Squeeze Yo Balls (featuring Baby S – Produit par DJ Battlecat)                | | 3:57 |
| 5.  | Money (featuring Dawn Robinson et Dr. Dre – Produit par Dr. Dre)              | | 4:13 |
| 6.  | Da'Kron (featuring Dr. Dre – Produit par Dr. Dre)                             | P. Funk (Wants to Get Funked Up) de Parliament                                                                                           | 4:28 |
| 7.  | Big Boyz (featuring Too $hort – Produit par Ant Banks)                        | | 3:12 |
| 8.  | Let's Make a V (featuring DJ Quik, El DeBarge et Frost – Produit par DJ Quik) | I'll Be Around des Spinners | 4:51 |
| 9.  | Tha Game (It's Ruff) (featuring Playa Hamm – Produit par DJ Battlecat)        | | 5:27 |
| 10. | Reel Raw (featuring Sharief aka Killa Ben – Produit par Dr. Dre)              | | 4:01 |
| 11. | 2 G's from Compton (featuring MC Ren – Produit par Stu-B-Doo)                 | Put Your Love (In My Tender Care) du Fatback Band Give Up the Funk (Tear the Roof Off the Sucker) de Parliament You Gots to Chill d'EPMD | 4:15 |
| 12. | Shake da Spot (featuring Shaquille O'Neal – Produit par Bud'da)               | California Love de 2Pac featuring Dr. Dre et Roger Troutman                                                                              | 3:46 |
| 13. | 6 N 'Na Moe'nin (featuring Dawn Robinson – Produit par Dr. Dre)               | Hold On d'En Vogue Zoom de Dr. Dre et LL Cool J One More Chance de The Notorious B.I.G. Warning de The Notorious B.I.G.                  | 3:07 |
| 14. | Step on By (featuring Crystal, Dr. Dre et RC – Produit par Dr. Dre)           | | 5:14 |
| 15. | Big Ballin' (Playin' 2 Win) (featuring RC – Produit par Dr. Dre)              | | 5:03 |
| 16. | Where's T (featuring Dr. Dre – Produit par Dr. Dre)                           | Gucci Time de Schoolly D Microphone Fiend d'Eric B. & Rakim                                                                              | 3:16 |
| 17. | Nuthin Has Changed (featuring Kool G Rap et Tray Deee – Produit par Bud'da)   | | 3:38 |
| 18. | The Original (featuring Whoz Who – Produit par Mike Dean)                     | | 4:33 |